# Олейник, Александр Михайлович
Алекса́ндр Оле́йник (рум. Alexandru Oleinic; 8 декабря 1959, Купчинь, Единецкий район, Молдавская ССР, СССР) — молдавский политический и государственный деятель, депутат парламента Республики Молдова (2001—2009, 2019—2021), министр информационных технологий и связи Республики Молдова (2009—2010). Лидер Народной партии Республики Молдова.
Общественный деятель, основатель благотворительного Фонда «Молодёжь за Молдову» и Института политических и социальных технологий. Председатель «Национального фонда по привлечению и защите инвестиций» и совета директоров компании «Milenium Management Grup»;

## Образование
- 1966—1976: Школа города Купчинь, Единецкий район;
- 1976—1981: Кишиневский политехнический институт, факультет механики;
- 1985—1988: Государственный университет Молдовы, факультет экономики.

## Профессиональная деятельность
- 1982—1996: Прошёл путь от мастера до Генерального директора завода АО «Монолит» (Сорока);
- 1996—1998: Генеральный директор Кишинёвского тракторного завода АО «Траком»;
- 1998—2000: Генеральный директор по управлению государственной собственностью и приватизации;
- 2000—2001: Генеральный директор Национального агентства по привлечению инвестиций;
- 2001—2005: Депутат Парламента Республики Молдова, член Комиссии по экономической политике, бюджету и финансам;
- 2005—2009: Депутат Парламента Республики Молдова, член Комиссии по социальной защите, здравоохранению, семье;

25 сентября 2009 года согласно Указу Президента Республики Молдова № 4-V назначен на должность Министра информационных технологий и связи.
- 2009—2011: Министр информационных технологий и связи;
- c 2012: Председатель «Национального фонда по привлечению и защите инвестиций»;
- c 2013: Председатель совета директоров компании «Milenium Management Grup»;

## Политическая деятельность
- 1997—2002: Баллотировался в Парламент по спискам Социал-демократической партии «Фурника». Член республиканского совета Социал-демократической партии «Фурника».
- 2001—2005: Избран в Парламент по спискам «Альянса Брагиша». Член комиссии по экономической политике, бюджету и финансам.
- 2002—2003: Член республиканского совета Социал-демократического альянса Молдовы.
- 2003—2011: Член республиканского совета партии Альянс «Наша Молдова».
- 2005—2009: Депутат Парламента Республики Молдова от блока «Демократическая Молдова». Член комиссии по социальной защите, здравоохранению и семье.
- 2007—2009: Член межпарламентской комиссии России и Молдовы. Член Парламентской ассамблеи ОБСЕ.
- с 2012 года: Сопредседатель Народной партии Республики Молдова.

## Общественная деятельность и награды
- 2005: Основатель Благотворительного Фонда «Молодёжь за Молдову» (молд. “Tinerii pentru Moldova”)
- 2009: Один из основателей Института политических и социальных технологий (рум. Institutul de Tehnologii, Analize Politice și Sociologice)
- 1 декабря 2009 года Александр Олейник был награждён Орденом Почёта за огромную работу в органах государственной власти. А также в содействии демократическим преобразованиям и законодательную деятельность.
- 2010: Инициатор организации Национального Конкурса «ITineret — Будущее начинается с тебя». Патронаж первого конкурса.
- Награждён орденами РПЦ, УПЦ, и Православной Церкви Молдовы

## Гражданское состояние
Женат, имеет ребенка.